# Sebastian Holmén
Rasmus Sebastian Holmén (Borås, 29 april 1992) is een Zweeds voetballer die doorgaans speelt als centrale verdediger. In juli 2022 verruilde hij Çaykur Rizespor voor IF Elfsborg. Holmén maakte in 2015 zijn debuut in het Zweeds voetbalelftal. Hij is de broer van voetballer Samuel Holmén.

## Clubcarrière
Holmén speelde in de jeugd van Annelunds IF en kwam hierna terecht in de opleiding van IF Elfsborg. Voor die club maakte hij zijn debuut in het eerste elftal op 5 juli 2012. Op die dag werd in de eerste voorronde van de Europa League met 8–0 gewonnen van het Maltese Floriana. Holmén begon aan het duel als bankzitter, maar in de zesenzestigste minuut mocht hij invallen voor Niklas Hult, die binnen de eerste dertig minuten driemaal tot scoren was gekomen. Pas in 2013 begon de centrumverdediger ook wedstrijden te spelen in de Allsvenskan en vanaf de zomer van dat jaar had hij tweeënhalf jaar een vaste plaats in het centrum van de defensie van Elfsborg. In januari 2016 verkaste de Zweed naar Dinamo Moskou, waar hij zijn handtekening zette onder een verbintenis voor de duur van drieënhalf jaar. In zijn eerste jaar, waarin hij tot tien competitiewedstrijden kwam, degradeerde Holmén met Dinamo uit de Premjer-Liga. Binnen één jaar promoveerde de Moskouse club weer terug naar het hoogste niveau. Hier speelde Holmén nog twee seizoenen, waarna hij in juli 2019 een contract tot medio 2021 bij Willem II tekende. Deze club kon hem transfervrij inlijven nadat zijn contract was afgelopen. Holmén kreeg bij Willem II meteen een vaste basisplaats. Hij kwam op 2 februari 2020 voor het eerst tot scoren voor de Tilburgers. Hij maakte toen het enige doelpunt van de wedstrijd in een competitieduel thuis met Heracles Almelo. In de zomer van 2021 verliep de verbintenis van Holmén in Tilburg, waarop hij voor twee jaar tekende bij Çaykur Rizespor. In mei 2022 besloten club en speler uit elkaar te gaan. Hierop keerde hij transfervrij terug naar zijn oude club IF Elfsborg.

## Clubstatistieken
| Seizoen | Club            | Competitie   | Competitie | Competitie | Beker | Beker | Internationaal | Internationaal | Totaal | Totaal |
| Seizoen | Club            | Competitie   | Wed.       | Dlp.       | Wed.  | Dlp.  | Wed.           | Dlp.           | Wed.   | Dlp.   |
| ------- | --------------- | ------------ | ---------- | ---------- | ----- | ----- | -------------- | -------------- | ------ | ------ |
| 2012    | IF Elfsborg     | Allsvenskan  | 0          | 0          | 1     | 0     | 2              | 0              | 3      | 0      |
| 2013    | IF Elfsborg     | Allsvenskan  | 19         | 2          | 3     | 0     | 6              | 1              | 28     | 3      |
| 2014    | IF Elfsborg     | Allsvenskan  | 27         | 1          | 7     | 1     | 6              | 2              | 40     | 4      |
| 2015    | IF Elfsborg     | Allsvenskan  | 29         | 0          | 6     | 0     | 5              | 0              | 40     | 0      |
| 2015/16 | Dinamo Moskou   | Premjer-Liga | 10         | 0          | 0     | 0     | —              | —              | 10     | 0      |
| 2016/17 | Dinamo Moskou   | FNL          | 33         | 0          | 3     | 1     | —              | —              | 36     | 1      |
| 2017/18 | Dinamo Moskou   | Premjer-Liga | 23         | 0          | 1     | 0     | —              | —              | 24     | 0      |
| 2018/19 | Dinamo Moskou   | Premjer-Liga | 20         | 0          | 2     | 0     | —              | —              | 22     | 0      |
| 2019/20 | Willem II       | Eredivisie   | 26         | 1          | 3     | 0     | —              | —              | 29     | 1      |
| 2020/21 | Willem II       | Eredivisie   | 30         | 3          | 1     | 0     | 2              | 0              | 33     | 3      |
| 2021/22 | Çaykur Rizespor | Süper Lig    | 33         | 0          | 0     | 0     | —              | —              | 33     | 0      |
| 2022    | IF Elfsborg     | Allsvenskan  | 15         | 0          | 0     | 0     | 2              | 0              | 17     | 0      |
| 2023    | IF Elfsborg     | Allsvenskan  | 29         | 1          | 0     | 0     | —              | —              | 29     | 1      |
| 2024    | IF Elfsborg     | Allsvenskan  | 22         | 2          | 3     | 1     | 9              | 0              | 34     | 3      |
| Totaal  | Totaal          | Totaal       | 316        | 10         | 30    | 3     | 32             | 3              | 378    | 16     |

Bijgewerkt op 3 oktober 2024.

## Interlandcarrière
Holmén maakte zijn debuut in het Zweeds voetbalelftal op 8 oktober 2016, toen met 0–2 gewonnen werd van Ivoorkust door doelpunten van debutanten Johan Mårtensson (Helsingborgs IF) en Marcus Rohdén (eveneens IF Elfsborg). Holmén moest van bondscoach Erik Hamrén op de reservebank starten, maar een minuut voor tijd betrad hij het veld voor Mårtensson. De andere debutanten dit duel waren Robin Olsen (Malmö FF), Ludwig Augustinsson (FC Kopenhagen), Simon Gustafson (BK Häcken), Nicklas Bärkroth (IFK Norrköping), Mikael Ishak (Randers FC) en Anton Tinnerholm (Malmö FF).
| Interlands van Sebastian Holmén voor Zweden | Interlands van Sebastian Holmén voor Zweden | Interlands van Sebastian Holmén voor Zweden | Interlands van Sebastian Holmén voor Zweden | Interlands van Sebastian Holmén voor Zweden | Interlands van Sebastian Holmén voor Zweden | Interlands van Sebastian Holmén voor Zweden |
| №                                           | Datum                                       | Wedstrijd                                   | Uitslag                                     | Competitie                                  | Goals                                       |                                             |
| Als speler bij IF Elfsborg                  | Als speler bij IF Elfsborg                  | Als speler bij IF Elfsborg                  | Als speler bij IF Elfsborg                  | Als speler bij IF Elfsborg                  | Als speler bij IF Elfsborg                  | Als speler bij IF Elfsborg                  |
| ------------------------------------------- | ------------------------------------------- | ------------------------------------------- | ------------------------------------------- | ------------------------------------------- | ------------------------------------------- | ------------------------------------------- |
| 1                                           | 15 januari 2015                             | Ivoorkust – Zweden                          | 0 – 2                                       | Vriendschappelijk                           |                                             |                                             |
| 2                                           | 19 januari 2015                             | Zweden – Finland                            | 0 – 1                                       | Vriendschappelijk                           |                                             |                                             |
| 3                                           | 6 januari 2016                              | Estland – Zweden                            | 1 – 1                                       | Vriendschappelijk                           |                                             |                                             |
| 4                                           | 10 januari 2016                             | Zweden – Finland                            | 3 – 0                                       | Vriendschappelijk                           |                                             |                                             |
| Als speler bij Willem II                    |                                             |                                             |                                             |                                             |                                             |                                             |
| 5                                           | 8 oktober 2020                              | Rusland – Zweden                            | 1 – 2                                       | Vriendschappelijk                           |                                             |                                             |
| 6                                           | 11 november 2020                            | Denemarken – Zweden                         | 2 – 0                                       | Vriendschappelijk                           |                                             |                                             |

Bijgewerkt op 3 oktober 2024.

## Erelijst
| Competitie    |             |             |             |             |
| Competitie    | Aantal      | Jaren       |             |             |
| IF Elfsborg   | IF Elfsborg | IF Elfsborg | IF Elfsborg | IF Elfsborg |
| ------------- | ----------- | ----------- | ----------- | ----------- |
| Svenska Cupen | 1           | 2013/14     |             |             |
| Dinamo Moskou |             |             |             |             |
| FNL           | 1           | 2016/17     |             |             |
| Zweden –21    |             |             |             |             |
| EK –21        | 1           | 2015        |             |             |